# George William Patchett
George William Patchett, né à Radford, Angleterre le 23 décembre 1901 et mort à Cannes le 31 décembre 1974 est un pilote motocycliste et ingénieur britannique. Il est célèbre pour avoir conçu le pistolet-mitrailleur Sterling-Patchett, adopté par l’armée britannique après la Seconde Guerre mondiale comme remplaçant de la Sten, et conservé en service jusque dans les années 1990 et l'abandon de ce type d'arme au profit du fusil d'assaut.

## Famille
George William Patchett est né le 23 décembre 1901 dans le Nottinghamshire en Angleterre. Il est le fils de George Arthur Patchett (1868-1946) et Mary Jane Patchett, née Tegerdine. En 1901, à l’époque de la naissance de George William, le père était terrassier souterrain et la famille vivait à Radford. George William a eu cinq frères et sœurs. Trois ne survécurent pas à l’enfance. Pour les autres, l’aînée, Gertrude Mary (1890-1905), décéda à 15 ans. Le second, Leonard (né en 1898), s’enrôla à Nottingham dans le 12e Bataillon du Royal Northumberland Fusiliers au début de la Première Guerre mondiale. Il fut tué au combat à 17 ans le 25 septembre 1915 en France, et son corps n’a jamais été retrouvé.
George William Patchett épouse le 21 décembre 1932, Juliette Martha Malachier à Paris, alors dans le département de la Seine. Il est décédé avant le 31 décembre 1974, à Cannes (France), à l’âge de 72 ans. Il a été enterré dans cette commune.

## Carrière
Au début de sa carrière, il a été coureur motocycliste pour des fabricants de motos tels que Brough Superior, McEvoy et la société d’armement belge FN Herstal. À Pendine, au Pays de Galles, il remporte le Welsh TT en 1925 et le Welsh TT side-car en 1927 sur des machines Brough.
En 1930, il est recruté par le fabricant d’armes tchèque František Janeček, fondateur de la société de motos Jawa. Janeček voulait construire une moto moins chère que ses modèles du moment. Les contacts de Patchett avec la société Villiers ont permis la conception d’un nouveau modèle Jawa autour du moteur à deux temps Villiers 175 cc qui s’est avéré très populaire.

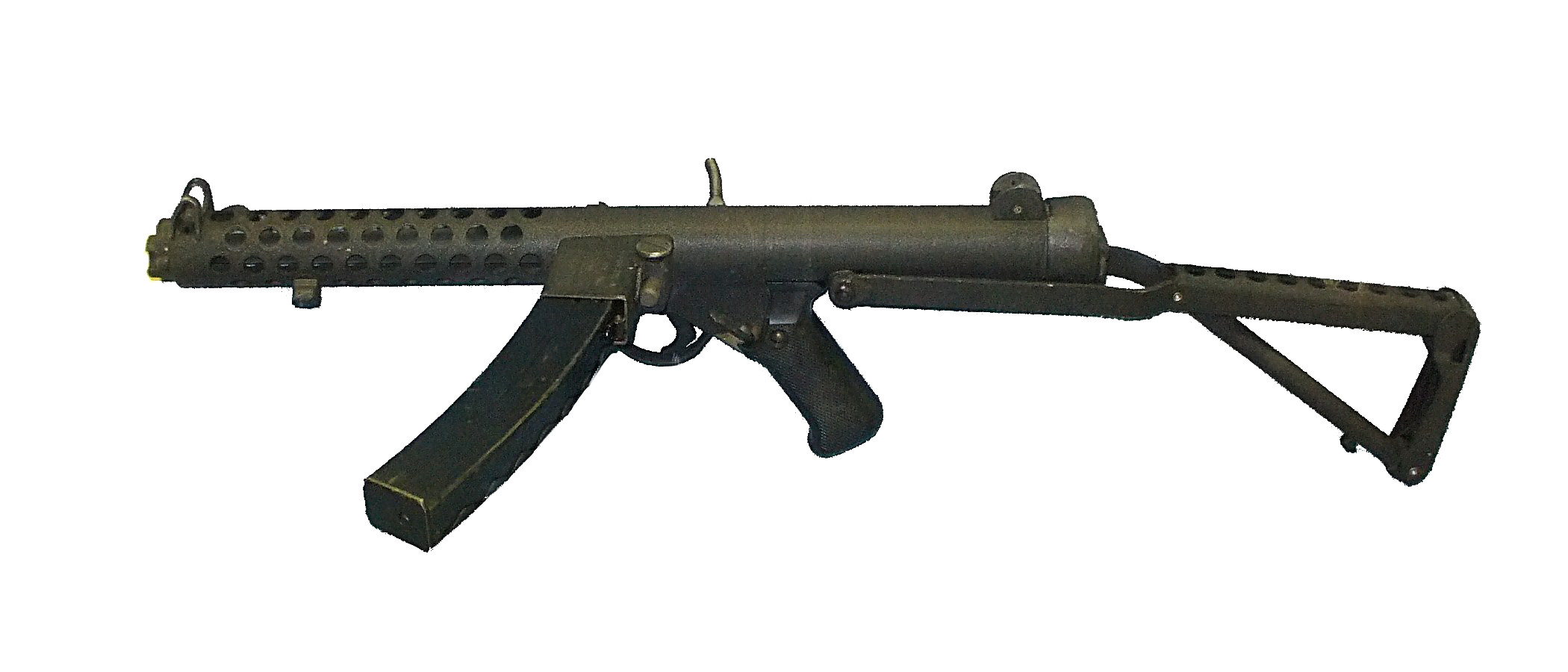
Pistolet-mitrailleur Sterling Mark IV L2A3 de calibre 9 mm

Au début de la Seconde Guerre mondiale en 1939, Patchett rentra en Angleterre et commença à travailler sous la direction de l’ingénieur automobile George Lanchester à la Sterling Armaments Company à Dagenham, dans l’Essex, aidant à préparer la fabrication du pistolet-mitrailleur Lanchester Mk 1. En quittant Prague en 1938, il avait réussi à jeter des échantillons prototypes du nouveau fusil antichar de Janeček par-dessus le mur de l’ambassade britannique.
En 1942, il dirigeait une équipe de conception pour concevoir un nouveau pistolet-mitrailleur selon les spécifications de l’armée, appelée « Patchett Machine Carbine ». Après avoir participé avec succès à de vastes essais de l’armée du milieu à la fin des années 1940, elle a été adoptée par l’armée britannique sous le nom de pistolet-mitrailleur Sterling L2A1 de 9 mm pour remplacer le Sten. Une version modifiée, le L2A3, était le très populaire Sterling Mk IV qui a été en service jusque dans les années 1990.
En 1966, la Haute Cour britannique a accordé à Patchett 116 975 £ (2,2 millions de £ en 2021) pour l’utilisation par le gouvernement britannique de la mitraillette qu’il a brevetée. Le même montant a été accordé à Sterling, qui avait intenté une action en justice pour un demi-million de livres. Le juge Lloyd-Jacob a qualifié Patchett d'« inventeur distingué et de designer apprécié » en décernant le prix.